# 長原成樹
長原 成樹（ながはら せいき、1964年4月18日 - ）は、日本の男性お笑いタレント。大阪府大阪市生野区出身。吉本興業所属。身長180 cm。在日韓国人で本名は張 成熙（チャン・ソンヒ, 朝: 장성희）、通名は長原 成熙（ながはら しげひろ）。既婚。

## 来歴・人物
父は塗装業。姉がいる。父の仕事の関係で、金持ちと貧乏な生活を2年周期で経験する。かつては暴走族に属していた不良で、18歳の時には強盗事件を起こすなどして逮捕されている。韓国人であることにコンプレックスを感じたことは無いが、ある会社の就職試験に落ちた際、自分が落とされた原因は自分が「在日」であることしかありえない、との考えに至り、そこで初めて差別を感じたと回想している。
サッカーで行った高校をすぐに辞め、鉄工所、塗装屋、ぶち抜き屋、運送屋を経て、相方に誘われ、不良少年であった経歴を生かし、吉本でのし上がろうという野心から、NSCの面接に行くが（入っていれば3期）、柄が悪いから帰れと校長に言われ、うめだ花月にいた明石家さんまの楽屋に押しかけて事情を話し、翌週再び訪ねて梅田の喫茶店「アメリカン」でネタの手直しをしてもらい、それを練習して吉本に見せて、「生野ブラザーズ」と名づけられ「ノーブランド漫才」の舞台に立ち、トップバッターで5分漫才をし、それを見ていた香川登志緒の推薦で、吉本に横入りすることになった。なんば花月での初めての10日間の出番は「生野ヤンキース」、次の京都花月で「ヤンキース」へと改名。実力派のコンビで受賞歴多数であったが、1990年に相方・村上龍也の不祥事によりコンビ解散。以降は個人で数々のテレビ番組や映画に出演し、2002年にうめだ花月の前身rise-1で二人芝居を開催した。
2005年9月15日、脳出血のため入院。自宅で倒れていたのを石田靖に発見され病院に運ばれる。芸能活動を休業していたが、10月中旬に無事退院。自宅静養の後、11月から仕事復帰した。1日100本くらい吸っていたタバコをやめる。
『探偵!ナイトスクープ』では沖縄や南国に関する依頼にほぼ必ず登場し、「リゾート探偵」と呼ばれる。他にも夜遅くまで眠らずに遊んでいる子ども達の前に現れる怪物、『ガオ〜さん』にも変身する。さらに、元ヤンキーということで、バイクや車に関する依頼もほとんど受けている。返さないものを返させる「取り立て屋成樹」としても活躍。また、近年はよく石田靖と共演することから、石田の相方的存在としても知られている。
かつてはミス札幌と2年交際するが破局。2010年10月10日、18歳下の名古屋の女性と入籍した。
2012年8月、よしもと祇園花月にて6年振りとなる漫談を披露。以降、定期的に漫談で舞台に立つ。
2013年9月27日の放送分を以って、『探偵!ナイトスクープ』の探偵を卒業。
趣味はサッカー、バイク、自動車、カバディ。
千葉ロッテマリーンズのファン。
個人の会社である株式会社バックストレッチをもっている。
ペットはスムースチワワ。
毎年関西テレビの年末の生放送で西川きよしに「成樹、元気にしているか」と言われている。

## 受賞歴
- おおさか映画祭 第17回新人賞「風、スローダウン」

## 出演

### テレビ

#### 過去
- 今ちゃんの『実は…』（朝日放送）
- 探偵!ナイトスクープ（朝日放送）
- ツッコメディ!痛快パラダイス（朝日放送）
- なんやモー目茶苦茶屋（朝日放送）
- 爆笑!駐在君が行く!（東海テレビ）
- ジャイケルマクソン（毎日放送）
- ACTIVE MAGAZINE（びわ湖放送）
- 冒険チュートリアル（関西テレビ）※不定期
- クイズ!紳助くん（朝日放送）
- 特盛!よしもと 今田・八光のおしゃべりジャングル（ytv） ※不定期
- オールスター感謝祭（TBS）
  - 2011春　86位 21問 1:29.71
  - 2011秋　79位 16問 1:28.03
  - 2012春　180位 4問 0:15.86
- かんさいすきま情報社（K-CAT eo光テレビ）

### ラジオ
- ラジオよしもと むっちゃ元気スーパー!（ラジオ大阪）※
- 長原成樹・天海源一郎の夕刊マーケット（KBS京都）※木曜「フリーウェーブ」内1部
- 京都発よしもとハッピーアワー「成樹・泰史の火曜の夜をぶっ飛ばせ!〜やんちゃdeナイト〜」（KBS京都）

### テレビドラマ
- ドラマ30『ひとりじゃないの』（2001年、毎日放送）
- ニュースキャスター沢木麻沙子5（2002年） - 秋沢治 役
- カレ、夫、男友達（2011年、NHK総合）- 鶴田 役
- 土曜ワイド劇場『京都殺人調書』（2012年9月8日、テレビ朝日）- 山名 役
- 慰謝料弁護士〜あなたの涙、お金に変えましょう〜 第7話（2014年2月21日、読売テレビ）- 司会者 役
- 五つ星ツーリスト〜最高の旅、ご案内します!!〜 第11話（2015年3月19日、読売テレビ）- 下川秀雄 役

### 映画
- ブラック・レイン（1989年） - 島木譲二とともに出演
- 風、スローダウン（1991年、東映）- 大倉ジョージ 役
- 武闘の帝王2（1994年）- 竹本辰也 役
- 二人が喋ってる（1995年）
- 難波金融伝・ミナミの帝王 極道金融（2000年）
- ゲロッパ!（2003年）
- パッチギ!（2005年）- アル中のおじさん 役
- 難波金融伝・ミナミの帝王 破産の葬列（2005年）
- かぞくのひけつ（2006年）- 新井 役
- おばちゃんチップス（2007年）
- 影の交渉人 ナニワ人情列伝（2009年）
- 漫才ギャング（2011年）- 河原 役
- 樹海のふたり（2013年） - 刑事A 役
- オー!ファーザー（2014年） - スナイパー
- マエストロ!（2015年、小林聖太郎監督） - 新井 役
- ねばぎば 新世界（2021年） - 大谷昌夫
- 西成ゴローの四億円（2021年） - 桃山完侍 役
  - 西成ゴローの四億円 死闘篇（2022年公開予定）

### Vシネマ
- 双頭の龍（2017年） - 黒姫一家若頭 穂積組組長 穂積義光
- 覇者の掟 第三章 第四章（2019年） - 明石組兵藤組組長 兵藤武
- 日本統一36 37（2019年・2020年） - 石川健一(元三上組幹部)
- 影と呼ばれた男たち3（2020年） - 民自党 衆議院議員 波多野(元 財務大臣)
- 権力の階段 総理への道（2020年） - 神谷不動産社長 神谷健一

### 舞台
- 吉本百年物語 焼け跡、青春手帖（2012年9月、なんばグランド花月） - 八田竹男 役

## 監督作品
- 犬の首輪とコロッケと（2011年）
- 組織を震撼させた男（2019年）※Vシネマ作品

## 書籍
- 犬の首輪とコロッケと-セキとズイホウの30年（プラネットジアース、2008年3月、ISBN 4893400703）
- 本職未満 〜筋金入りのワルだった俺たちの分岐点〜（ヨシモトブックス、2013年5月、ISBN 4847090780）
- 大阪ストレイドッグス　伝説のペット探偵・男鹿の冒険（ヨシモトブックス、2016年1月）[3]